# Оцінювання нерухомості
Оці́нка нерухо́мості, оцінка власності чи оцінка землі це визначення професійним незалежним оцінювачем або судовим експертом вартості нерухомості з видачею відповідного документа - висновка, дослідження або звіту про оцінку. В більшості випадків метою провенення оцінки є визначення ринкової вартості. Хоча в залежності від постановки завдання, оцінювач може визначати також й інші види вартості майна.
Така оцінка потрібна, оскільки операції з нерухомістю не є такими ж простими як, скажімо, з цінними паперами, й трапляються рідше. Будь-яка власність має бути оцінена. Однак вартість нерухомості значно відрізняється залежно від розташування — це важливий фактор в процесі оцінки. Отже, неможливо створити якусь біржу, чи централізований аукціон на землю (на відміну, наприклад, від фондових бірж на ринку цінних паперів, валютних ринках тощо).
Ця характерна ознака об'єкта передбачає необхідність таких спеціалістів як оцінювачі. Оцінювач складає письмовий звіт щодо вартості майна клієнта. Такі звіти використовуються банками для видачі іпотечних кредитів, земельним кадастром під час продажу чи передачі власності (для сплати податку). Іноді оцінку незалежно замовляють обидві сторони (набувач і відчужувач власності) щоб встановити рівноважну ціну.
З листопада 2013 року була спроба перетворити оцінку на корупційну монополію. Кабінет Міністрів України прийняв постанову від 4 березня 2013 р. № 231 «Деякі питання проведення оцінки для цілей оподаткування та нарахування і сплати інших обов'язкових платежів, які справляються відповідно до законодавства». Але після зміни Кабінету Міністрів України дану постанову анулювали постановою від 21 серпня 2014 р. № 358.

## Види вартості, що використовуються при оцінці нерухомості
На етапі узгодження завдання на оцінку нерухомості й укладання договору Ви можете замовити оцінювачеві визначення одного або декількох видів вартості об'єкта: ринкової вартості — найвірогіднішої вартості об'єкта при його продажі на відкритому ринку; ліквідаційної вартості — вартості об'єкта у випадку, якщо об'єкт повинен бути відчужений у строк менше звичайного строку експозиції аналогічних об'єктів; інвестиційної вартості — вартості, обумовленої виходячи із прибутковості об'єкта; при заданих інвестиційних цілях. При здачі об'єкта в оренду оцінювач визначить обґрунтовану вартість орендної плати й допоможе скласти найефективніший бізнес-план комерційного використання об'єкта. Визначення різних видів вартості дасть Вам об'єктивну інформацію про реальну ціну об'єкта що, безсумнівно, буде корисно при прийнятті рішень, пов'язаних з комерційним використанням оцінюваного об'єкта й керуванням його ринковою вартістю.
Сьогодні можна визначити різні види вартості. Але в ринкових умовах господарювання найпоширенішим видом вартості є ринкова вартість.
Оцінювач визначає один або ж декілька видів вартості об'єкта нерухомості:
- ринкова вартість — найвірогідніша вартість при продажу об'єкта на відкритому ринку;
- відновна вартість — сумарні витрати в поточних ринкових цінах на створення об'єкта, ідентичного оцінюваному;
- ліквідаційна вартість — вартість об'єкта у тому випадку, коли об'єкт оцінки передбачається продати в строк менше звичайного терміну експозиції для аналогічних об'єктів;
- інвестиційна вартість — вартість, яка визначається виходячи з потенційної прибутковості об'єкта за наявності додаткових умов продажу, інвестування і т. д.

## Застосування оцінки вартості
Оцінку нерухомості в більшості випадків проводять при:
- відчуженні;
- здачі в оренду;
- банківській заставі;
- судових спорах;
- внесенні до статутного фонду;
- страхування будівлі;
- визначенні бази оподаткування;
- передачі в управління;
- ухваленні будь-яких інших господарських рішень [6].

Оцінка об'єктів нерухомості може бути необхідна при:
- операціях купівлі-продажі або здачі в оренду;
- страхуванні об'єктів нерухомості;
- кредитуванні під заставу об'єктів нерухомості;
- внесенні об'єктів нерухомості як вклад в статутний капітал підприємств;
- розробці інвестиційних проектів і залученні інвесторів;
- ліквідації об'єктів нерухомості;
- інших операціях, пов'язаних з реалізацією майнових прав на об'єкти нерухомості.

## Перелік документів та інформації, необхідних для проведення оцінки вартості нерухомості
Якщо на стадіях 4-8 замовника, в основному, будуть цікавити результати, то в реалізації стадій 1-3 він повинний брати безпосередню участь. Оскільки дана публікація підготовлена, в основному, для замовників, далі ми докладно зупинимося на розкритті змісту перших стадій (1-3) і лише конспективно — на наступним (4-8).
Постановка задачі (визначення проблеми) — досить відповідальна стадія, тому що від якісного виконання робіт на цій стадії залежить вибір адекватної методології оцінки, що і визначить у майбутньому її результати.
- Правовстановлюючі документи: дозвіл на будівництво багатоповерхівки або житлового комплексу та сертифікати введення в експлуатацію для категорій наслідків будівництва СС2, СС3 або декларація про готовність об'єкта для категорії CC1
- Документи БТІ на об'єкт (часто не є обов'язковим документом, зокрема при проведенні оцінки нерухомості для продажу[3])
- Технічні характеристики будинків і споруд із вказівкою року введення їх в експлуатацію, площі, будівельних об'ємів, конструкції будівель, інженерного забезпечення
- Відомості про наявність обтяжень у об'єкта, включаючи обтяження заставою або борговими зобов'язаннями, наявністю орендарів, юридичних застережень, угод, контрактів, договорів, спеціальних податкових обкладань та інших обмежень з використання (якщо є)
- Кадастровий номер земельної ділянки — дані про фізичні границі об'єкта (копії геодезичного плану або карти з позначенням і описом місця розташування об'єкта)
- Документи, що підтверджують право на земельну ділянку (власність, оренда й ін.)
- Дані про споруди, що входять до складу об'єкта
- Відомості про останні зроблені поліпшення
- Дані про майно, що не є нерухомим, але підлягає оцінці в складі останнього

## Стадії оцінки нерухомості
Оцінка вартості нерухомості — складний трудомісткий творчий процес, що складається з декількох стадій і етапів:
- Укладання Договору на оцінку майна.
- Огляд об'єкта оцінки.
- Збір і аналіз даних.
- Вибір методології оцінки.
- Оцінка права користування або володіння земельною ділянкою.
- Оцінка покращень (будинків, споруджень і т. д.) із застосуванням декількох підходів.
- Узгодження результатів оцінки, отриманих за допомогою різних підходів.
- Складання Звіту й Експертного висновку про оцінку і передача їхньому замовникові [3, с. 76].

## Підходи до оцінки нерухомості
Міжнародні Стандарти Оцінки і Норми професійної діяльності оцінювача в Україні передбачають застосування при оцінці нерухомості трьох загальновизнаних у професійній оцінній практиці підходів: дохідного, витратного і порівняльного.
Основними методами дохідного підходу є: метод прямої капіталізації доходу і метод дисконтування грошового потоку. Метод прямої капіталізації буде застосований у випадках, коли Експерт вважає, що прогнозований річний чистий операційний доход є постійним і не має чітко вираженої тенденції до зміни, а період його одержання обмежений у часі. Метод дисконтування грошового потоку (непрямої капіталізації) буде застосований у тих випадках, коли Експерт вважає, що прогнозовані грошові потоки від використання об'єкта оцінки є не однаковими за величиною і непостійні протягом обраного періоду прогнозування. Методи дохідного підходу доцільно застосовувати при ринкових базах оцінки вартості об'єкта.
Витратний підхід базується на визначенні суми витрат на відтворення або заміщення об'єкта оцінки на дату оцінки з подальшим її коректуванням на суму його зносу і знецінення. Основними методами витратного підходу є: метод відтворення і метод заміщення функціональним аналогом. Практично обидва методи цього підходу ідентичні і розрізняються лише процедурою визначення або валової вартості відтворення, або валової вартості заміщення об'єктом аналогом. Витратний підхід рекомендується застосовувати, коли заміщення об'єкта оцінки шляхом його відтворення фізично можливо й економічно доцільно, а також для оцінки спеціалізованих об'єктів, ринок купівлі-продажу яких відсутній.
Порівняльний підхід базується на порівняльному аналізі цін продажу об'єктів, подібних до об'єкта оцінки, і внесенні відповідних коректувань з метою обліку відмінностей між об'єктами аналогами й об'єктом оцінки, у результаті чого визначається вартість оцінюваного об'єкта.
Порівняльний підхід рекомендується для визначення вартості при наявності активного ринку даного виду об'єктів.
Вибір підходів і методів є прерогативою оцінювачів. Міжнародні й українські нормативні документи з оцінки рекомендують застосовувати при оцінці конкретного об'єкта якнайбільше підходів і методів у кожнім підході, а при неможливості застосування того або іншого підходу і методу — давати чіткі пояснення таких обмежень. Замовник повинний знати ці положення і жадати від оцінювача їхнього строгого дотримання.

### Формування ціни
Оцінка нерухомості є найпоширенішим видом оцінної діяльності і включає визначення вартості об'єкта (юридичних прав на нього) для подальшої операції між продавцем і покупцем. Є безліч класифікацій діяльності на ринку нерухомості.
Оцінка — складний процес, який вимагає високої кваліфікації оцінювача, розуміння принципів і методів оцінки, вільної орієнтації на ринку нерухомості, знання стану і тенденцій попиту і пропозицій на різних сегментах ринку, обумовлений наявністю великої кількості індивідуальних характеристик оцінюваного об'єкта, а також численних факторів, що впливають на оцінку нерухомості. Процес оцінки можна визначити як послідовність процедур, що використовуються для одержання оцінки. Процес звичайно завершується складанням звіту про оцінку, який і надає доказову силу оцінці вартості.
Ціна нерухомості є інтегральним показником. Вона є об'єктивною ринковою реальністю, що має багато складових, серед яких може бути і спекулятивна, і навіть психологічна складова. Як правило залежить від наступних факторів: тип об'єкта нерухомості; розташування об'єкта нерухомості; вартість будівництва аналогічних об'єктів; загальний рівень цін, ринкова ситуація. В першу чергу оцінка часто виконується для таких об'єктів, як квартири, кімнати, офісні приміщення і будівлі під офіси, приміські житлові будинки з земельними ділянками. Об'єкти нерухомості можуть входити в цілісні майнові комплекси підприємств та організацій, що суттєво відображається на їхній вартості.
Ціна нерухомості є інтегральним показником. Вона є об'єктивною ринковою реальністю, що має багато складових, серед яких може бути і спекулятивна, і навіть психологічна складова.
Як правило залежить від таких факторів:
- Тип об'єкта нерухомості
- Розташування об'єкта нерухомості
- Вартість будівництва аналогічних об'єктів
- Загальний рівень цін, ринкова ситуація